# … und ewig siegt die Liebe
… und ewig siegt die Liebe (Originaltitel History Is Made at Night) ist ein US-amerikanischer Liebesfilm unter Regie von Frank Borzage aus dem Jahr 1937.

## Handlung
Irene Vail fordert die Scheidung von ihrem Ehemann, dem prominenten Großindustriellen Bruce Vail. Die Ehe war von dem besitzergreifenden und eifersüchtigen Verhalten von Bruce geprägt, der seiner Frau fälschlicherweise Untreue unterstellte. Bruce versucht die Scheidung mit einer Gesetzesklausel zu verhindern, die eine Finalisierung der Scheidung verhindert, falls die Ehefrau innerhalb von sechs Monaten nach Einreichung der Scheidung ihrem Ehemann untreu geworden ist. Allerdings stellt der von Bruce beauftragte Privatdetektiv Irenes tadelloses Verhalten fest. Daraufhin bezahlt Bruce seinen Chauffeur Michael dafür, in Irenes Hotelzimmer in Paris einzudringen und sie dort festzuhalten, damit man sie „auf frischer Tat“ ertappen kann. Paul Dumond, der nur seinen betrunkenen Freund im Nachbarzimmer zu Bett bringen wollte, überhört die Situation und eilt Irene zur Hilfe. Er schlägt Michael nieder. Als Bruce und der Privatdetektiv in den Raum eindringen, gibt Paul vor, ein Einbrecher zu sein, nimmt Irenes Juwelen mit sich und „entführt“ diese.
Paul hat die Entführung inszeniert, um Irene die Juwelen wiederzugeben zu können. Sie finden Gefallen aneinander und er lädt sie in das Restaurant Château Bleu ein, in dem er als Oberkellner arbeitet. Sie tanzen die ganze Nacht und verlieben sich Hals über Kopf. Unterdessen hegt Bruce den Verdacht, dass der angebliche Einbrecher der Liebhaber Irenes sein könnte. Der inzwischen wieder bei Bewusstsein befindliche Michael bestätigt den Verdacht, um der Paranoia seines Chefs zu entsprechen. Bruce erschlägt Michael, damit er dem Liebhaber seiner Frau den Mord in die Schuhe schieben kann. Als Irene morgens in fröhlicher Stimmung in ihr Hotelzimmer einkehrt, warten Bruce und die Polizei bereits in dem Zimmer. Alle außer Bruce glauben, dass der Einbrecher Michael auf dem Gewissen hat. Irene kehrt schweren Herzens mit Bruce in die Vereinigten Staaten zurück, wofür dieser ihr verspricht, dass seine Leute nicht weiter nach dem Mörder suchen.
Paul erfährt von der unerwarteten Versöhnung des Ehepaares aus der Zeitung und wundert sich darüber. Daraufhin reisen er und Cesare, sein bester Freund und Chefkoch des Château Bleu, ebenfalls in die USA. Es gestaltet sich allerdings schwerer als gedacht, Irene in New York zu finden. Paul und Cesare steigen in das heruntergekommene Restaurant Victor’s ein, dass sie zu einem der besten Restaurants in New York machen – immer in der Hoffnung, dass Irene vorbeischaut. Diese hat sich inzwischen von Bruce unabhängig gemacht und hält sich als Modell über Wasser. Als aus Paris die Nachricht kommt, dass im Mordfall ein Verdächtiger verhaftet wurde, begibt sich Irene wieder in den Einflussbereich von Bruce, um dessen Hilfe für den Verdächtigen zu erbitten. Kurz vor ihrer geplanten Abreise nach Frankreich dinieren die Vails im Victor’s und es kommt zu einem unverhofften Wiedersehen. Irene verlässt Bruce endgültig, doch auch ihre Zukunft mit Paul bleibt ungewiss: Nachdem Paul erfahren hat, dass er offenbar damals Michael getötet hat, will er die Tat gestehen, um nicht den falschen Mann büßen zu lassen.
Irene und Paul besteigen die Princess Irene in Richtung Frankreich, ein Rekordschiff, das im Auftrag von Bruce Vail entstand. Vail erfährt von seinen Mitarbeitern, dass Irene und Paul sich auf dem Schiff befinden; außerdem, dass die Polizei der Version von Irene und Paul glaubt, wonach der Tod von Michael ein Unfall und Bruce die Liebesintrige mit dem Chauffeur angestiftet hat. In seiner Wut befiehlt der fanatische Bruce per Funk dem Commodore, auf Höchstgeschwindigkeit zu fahren, um einen Weltrekord zu brechen – obwohl über dem Atlantik dichter Nebel liegt und Eisberge voraus sein könnten. Unweigerlich rammt die Princess Irene einen Eisberg. Als Bruce davon hört, begeht er Selbstmord und gesteht in seinem Abschiedsbrief den Mord an Michael. Paul versucht unterdessen Irene in einem der Rettungsboote unterzubringen, doch sie will bei ihm auf dem Schiff bleiben, auch wenn es den Tod bedeutet. Doch das gerammte Schiff bleibt unerwartet im stabilen Zustand und als die Passagiere davon hören, dass andere Schiffe zur Rettung nahen, bricht lauter Jubel aus.

## Hintergrund
Der Filmproduzent Walter Wanger kam mit zwei Seiten Drehbuch und dem Filmtitel History Is Made at Night zu dem Regisseur Frank Borzage, der insbesondere für seine romantischen Filme bekannt war. In den folgenden Monaten arbeiteten Wanger, Borzage und ein Team von Autoren an dem Drehbuch, das dennoch beim Start der Dreharbeiten noch nicht fertig war. So erfuhr der Film noch während seiner Produktion mehrere Änderungen: Gegen Ende der Dreharbeiten kam Wanger auf Idee, den Film mit einer Schiffskatastrophe enden zu lassen. Möglicherweise wollte Wanger an Erfolg des Erdbebenfilms San Francisco (1936) von Metro-Goldwyn-Mayer anknüpfen, zumindest entstanden in der Zeit nach San Francisco noch weitere Filme mit Katastrophen. Ursprünglich war Boyers Figur im Drehbuch tatsächlich als derjenige vorgesehen, der den Chauffeur – wenn auch versehentlich – erschlagen hatte. Als der Film dann einem Testpublikum gezeigt wurde, stellte sich heraus, dass die Zuschauer nicht mit Paul warm wurden und teilweise dem Ehemann Bruce mehr Sympathien zutrugen. Daraufhin wurden nochmals Szenen in Auftrag gegeben, die Bruce als Mörder des Chauffeurs zeigten.
Colin Clive, der Darsteller des Bruce, der für seine Darstellung von Filmkritikern bis heute viel Lob erhält, war während der Dreharbeiten von seinem Alkoholismus gezeichnet. Er starb nur drei Monate nach der Premiere des Films mit nur 37 Jahren. Alexander Toluboff war bei dem Film für das Szenenbild verantwortlich, Bernard Newman gestaltete die Kostüme, Frank Borzages jüngerer Bruder Lew Borzage war der erste Regieassistent.

## Veröffentlichung
Wangers Produktionsfirma notierte am Ende an den Kinokassen einen kleinen Gewinn von 17,450 US-Dollar. In späteren Jahren war der Film abgesehen von einer VHS-Veröffentlichung nur schwer erhältlich, erschien aber 2021 im Regionalcode A (USA und Kanada) in der Criterion Collection als DVD und Blu-ray.

## Kritiken
Dan Callahan von Slant Magazine nannte Borzages History Is Made at Night 2006 einen „Flickenteppich-Genreüberschreiter, der als eine der größten Errungenschaften seines Machers hervorsticht“ (patchwork quilt genre bender that stands as one of its maker’s supreme achievements). Der Film pendele zwischen verschiedenen Genres und lasse seine Liebhaber am Ende die für Borzage wichtige „spirituelle Liebe“ erreichen. Die Verrücktheit des Filmes entspreche dabei den verrückten Gefühlen des Verliebtseins. „Borzage nimmt hier die besten Dinge aus mehreren Genres, um uns deren Erlebnisse intensiver fühlen zu lassen, er bespielt das Publikum wie ein Klavier oder ein besonders beseelter Liebhaber.“ Brian Darr betont ebenfalls Borzages Darstellung des Liebesthemas: wie kaum ein anderer Film Borzages aus den 1930ern zeige er anhand seiner Hauptfiguren das Lieblingsthema des Regisseurs – „die transformative Kraft des Glaubens an wahre Liebe“ – auf.
Andrew Sarris bemerkte, History Is Made at Night sei „nicht nur der romantischte Titel in der Geschichte des Films, sondern auch ein profunder Ausdruck von Borzages Verpflichtung, die Liebe vor die Wahrscheinlichkeit zu setzen“. Der Borzage-Biograf Hervé Dumont bemerkte, dass der befremdende Effekt von Genremischungen mit Blick auf die Produktionsgeschichte nicht beabsichtigt gewesen sei, aber dennoch das Gesamtwerk von Frank Borzage gut repräsentiere. Zudem halte der Film seine Zuschauer gefangen. History Is Made at Night zeige die Quintessenz des romantischen Hollywood-Kinos.
Der Filmdienst schreibt: „Mit Kriminalistik und Romantik gewürzte, intrigenreiche Tragikomödie. Bis zum im doppelten Sinne katastrophalen Ende ist das komplizierte Handlungsgerüst als gepflegte Unterhaltung aufbereitet.“